# Lunds konsthall
Lunds konsthall är en kommunal konsthall i Lund. Den visar framförallt svensk och nordisk samtidskonst men varje år visas även en eller flera internationella utställningar. 
Byggnaden ritades av Klas Anshelm och finansierades genom en donation av Gamla Sparbanken till Lunds stad. Redan 1931 beslutade banken att skapa en stiftelse för att upprätta konserthus och konstsalong i Lund. Den 21 september 1957 invigdes konsthallen med sin första utställning, "Svensk nutidskonst". 
Byggnaden har växelvis höga och låga rum, med avgränsade utrymmen för skulpturer och större bilder och med öppna balkonger.
Lunds kommuns kultur- och fritidsnämnd fattade den 10 december 2015 beslut om att lägga ned konsthallen, i syfte att senare återuppta den i rekonstruerad form.

## Galleri

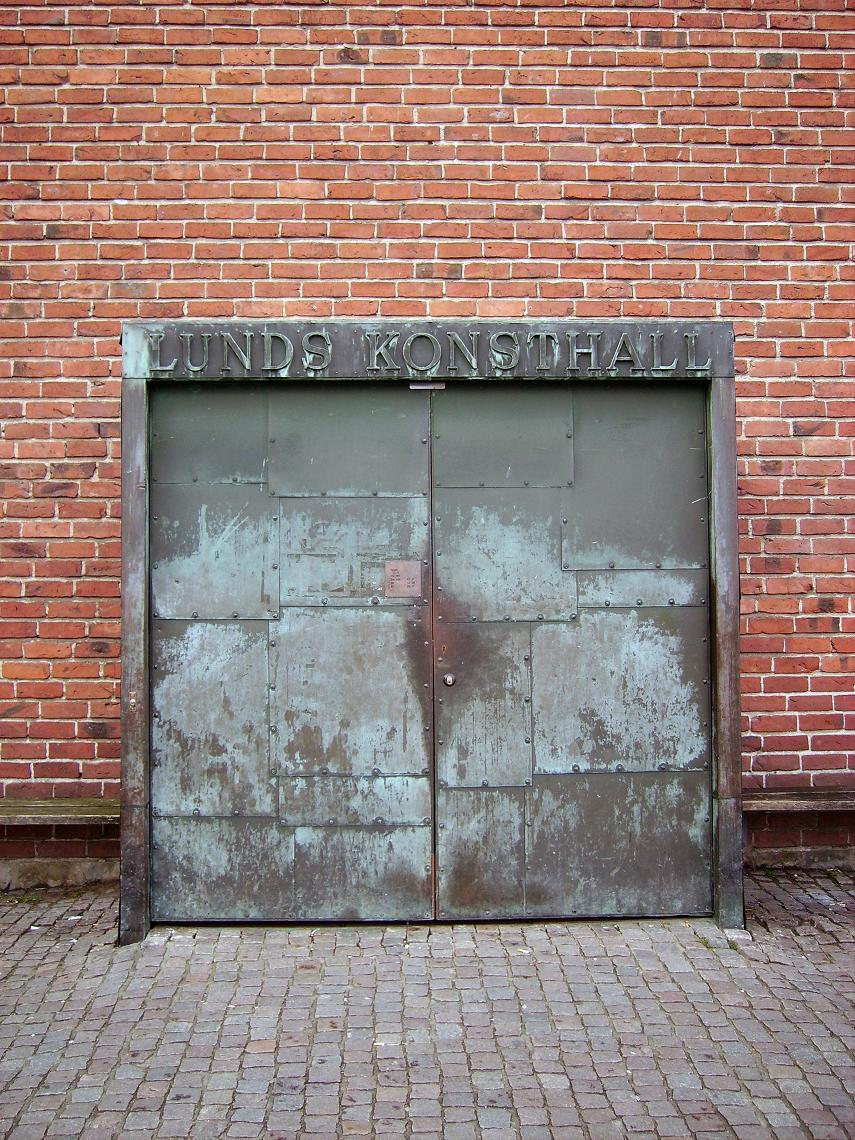
Ingången till Lunds konsthall.
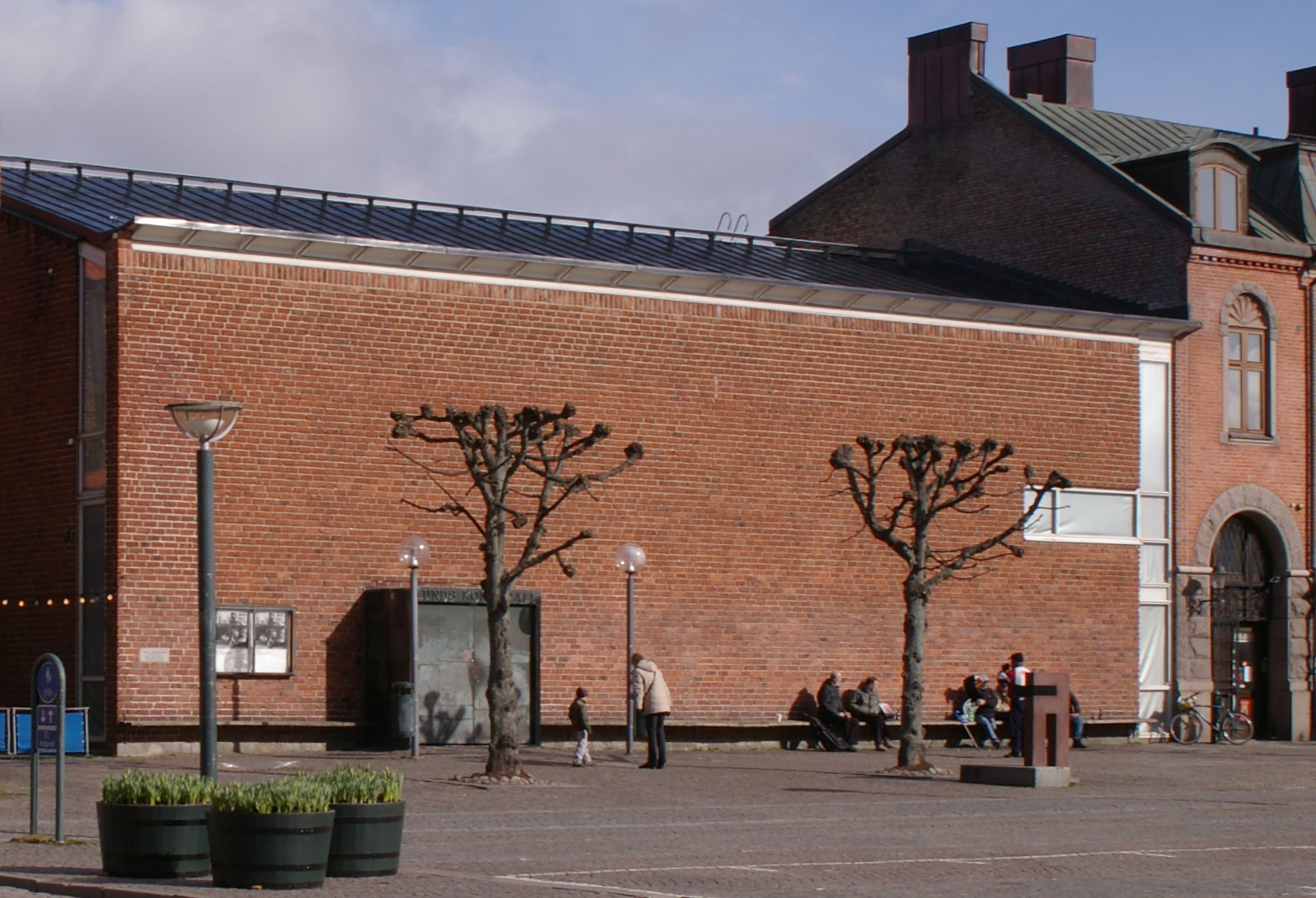
Fasaden.
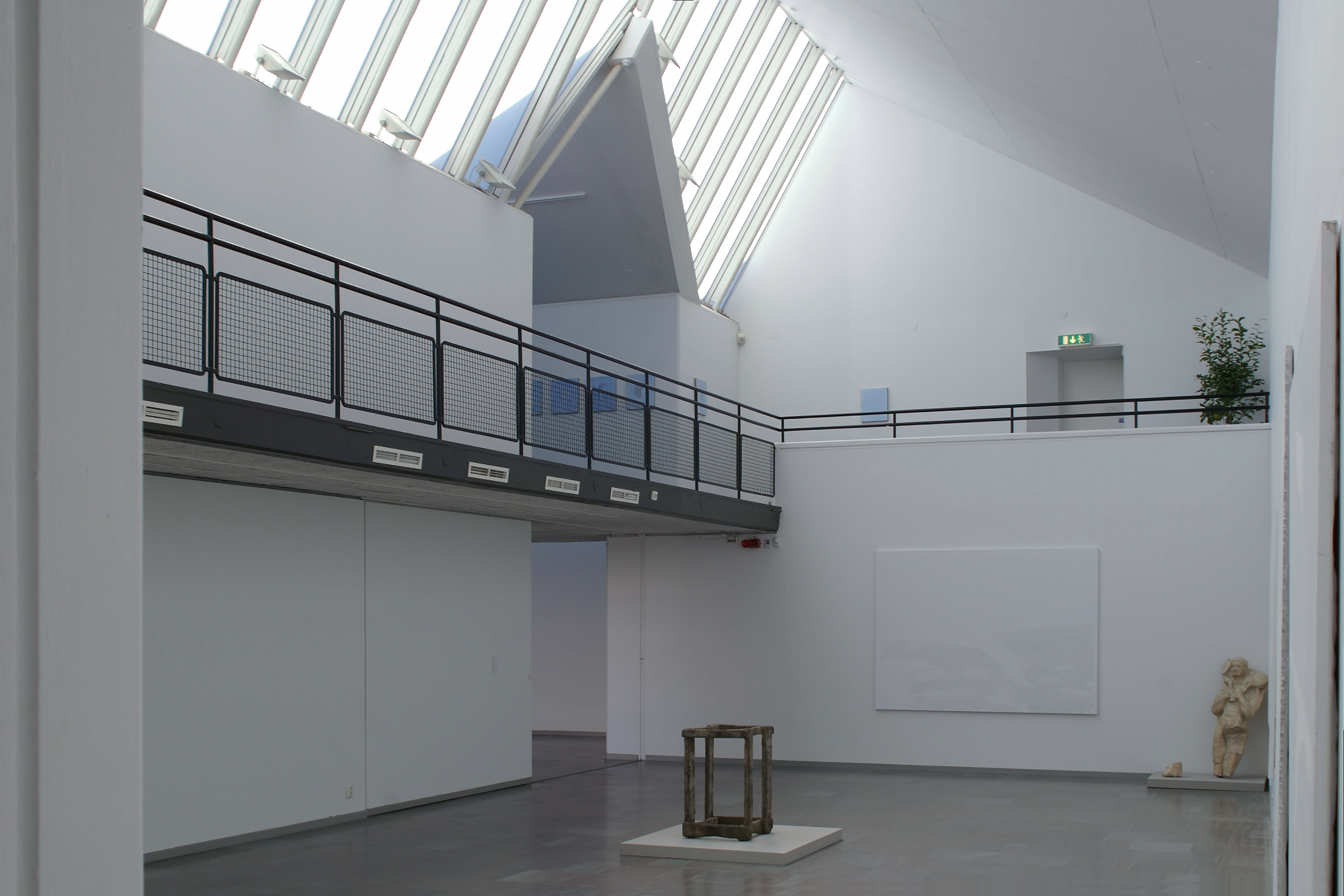
Stora hallen.
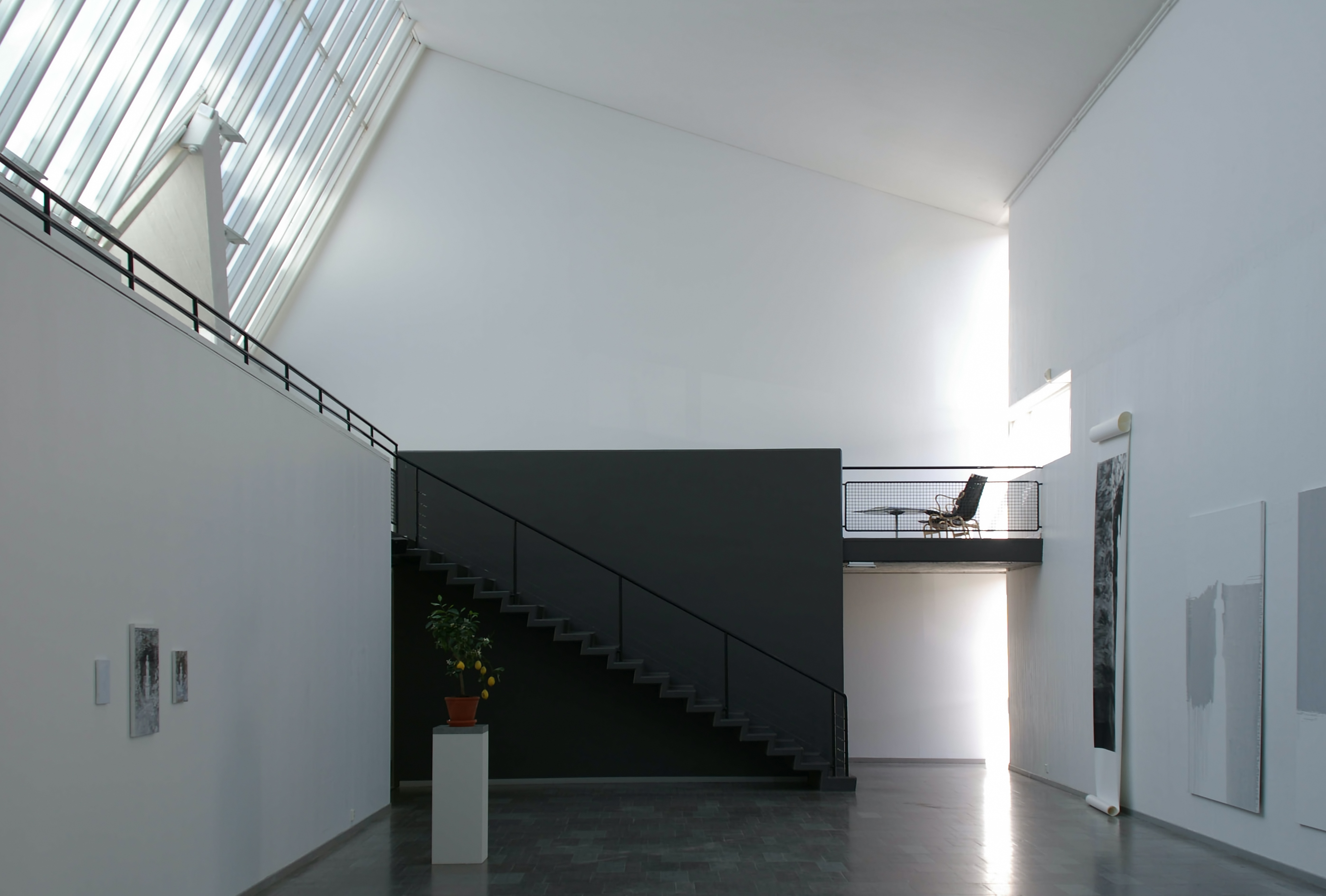
Stora hallen.
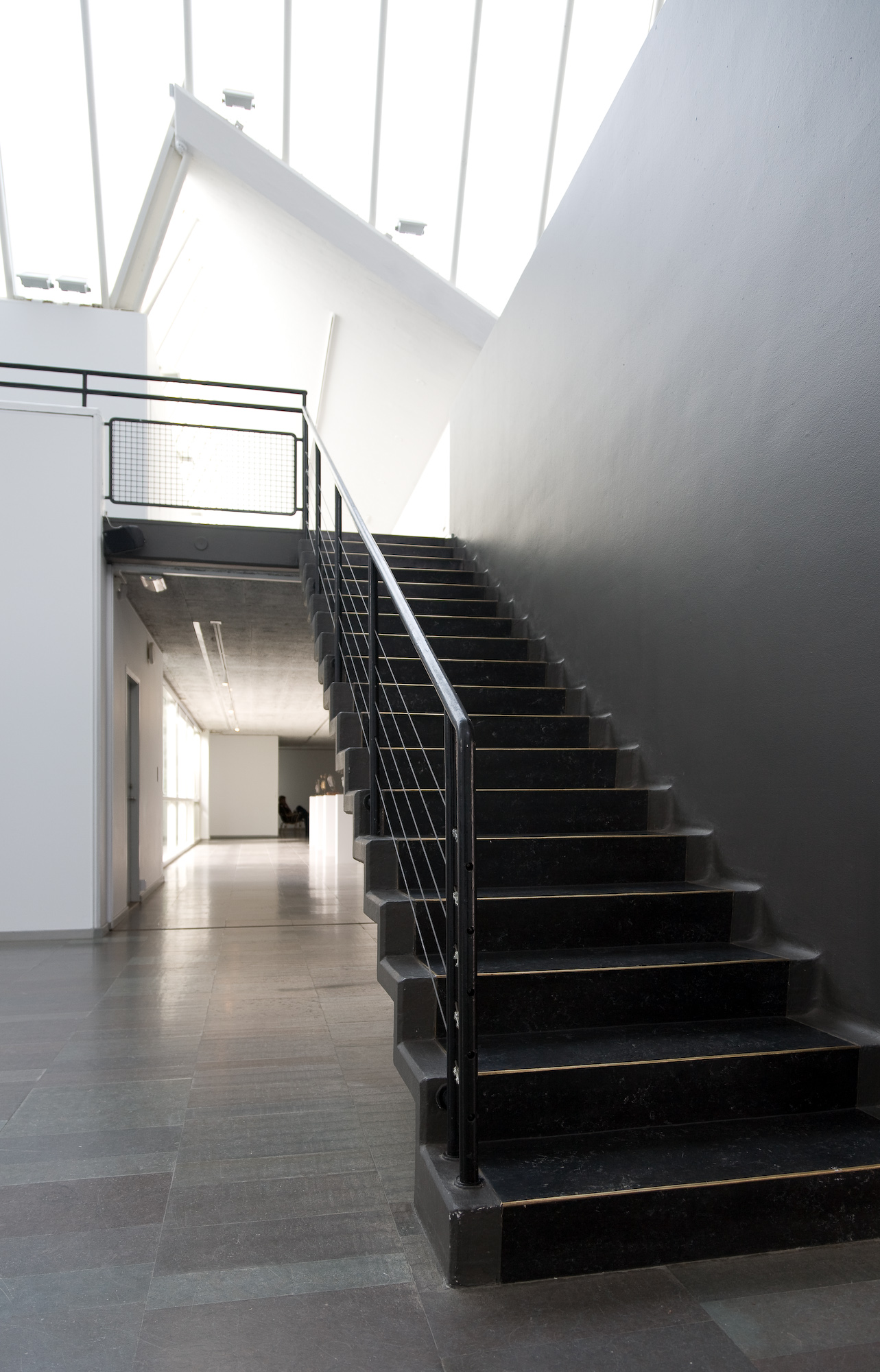
Trappan till andra våningen
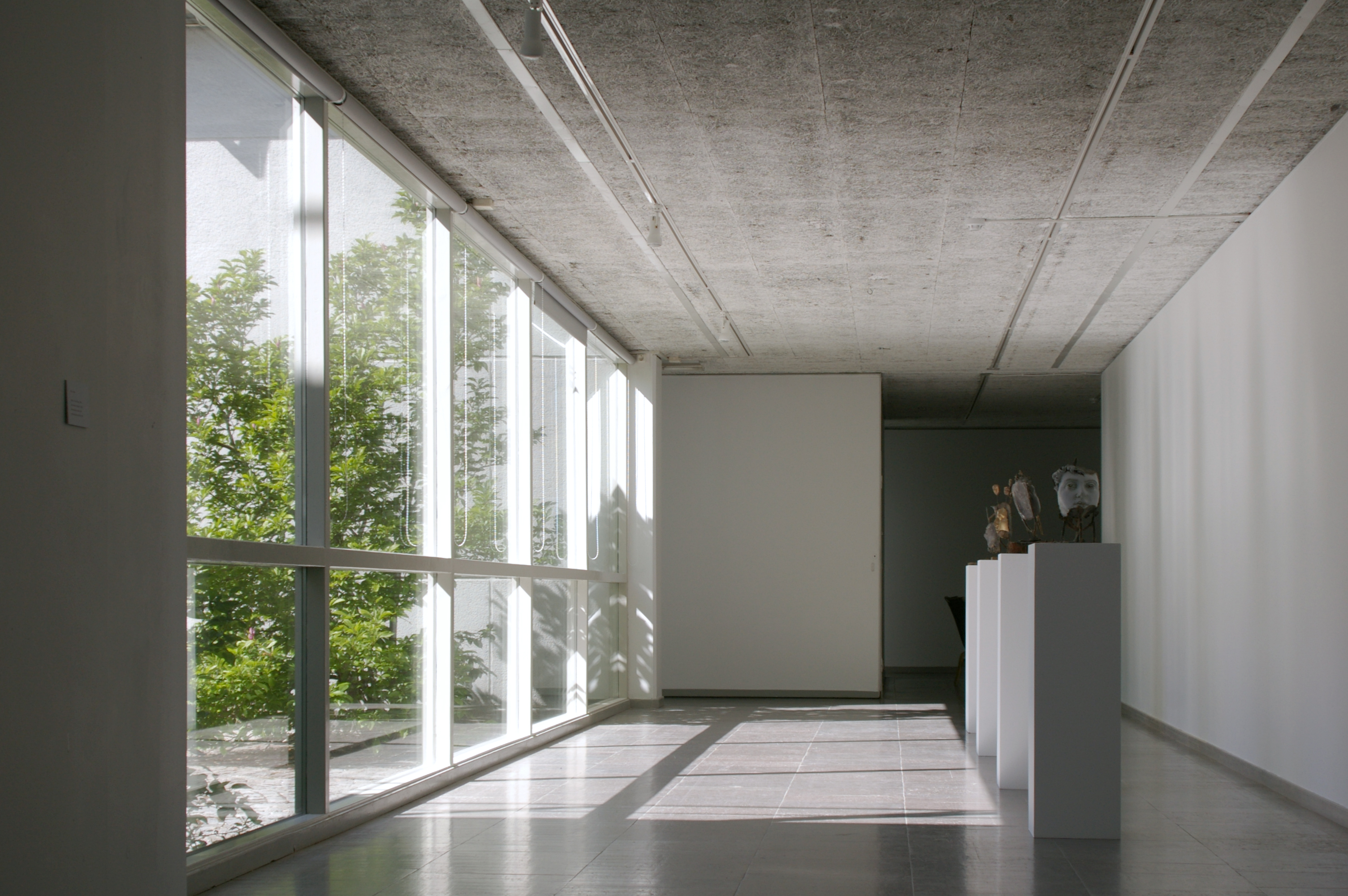
Fönster mot innergården.

## Chefer
Konsthallschefer:
- Eje Högestätt, 1957–1966
- Folke Edwards, 1967–1969
- Marianne Nanne-Bråhammar, 1969–1990
- Cecilia Nelson, 1990–2003
- Åsa Nacking, 2003–